# 盖尔·特维特
盖尔·特维特（挪威語：Geirr Tveitt，1908年10月19日—1981年2月1日），挪威作曲家，钢琴家。早年生活在挪威乡下，深受当地民间音乐的感染。在结识了辛丁之后，受到其鼓励，决定从事音乐创作。1928年，特维特赴巴黎学习，先后师从奥涅格，娜迪亚·布朗热等人，并在各地旅行演出。回国后，他居住在卑尔根附近的乡村，广泛搜集民间音乐。但不幸的是，1962年和1970年他的房屋先后遭遇暴风雪和火灾，使他的大量手稿被毁。特维特的音乐大量使用民间曲调和民族乐器，并结合斯特拉文斯基和巴托克的丰富节奏以及印象主义音乐的配器，色彩丰富，具有强烈的民族性。